# Podlaskie Muzeum Kultury Ludowej

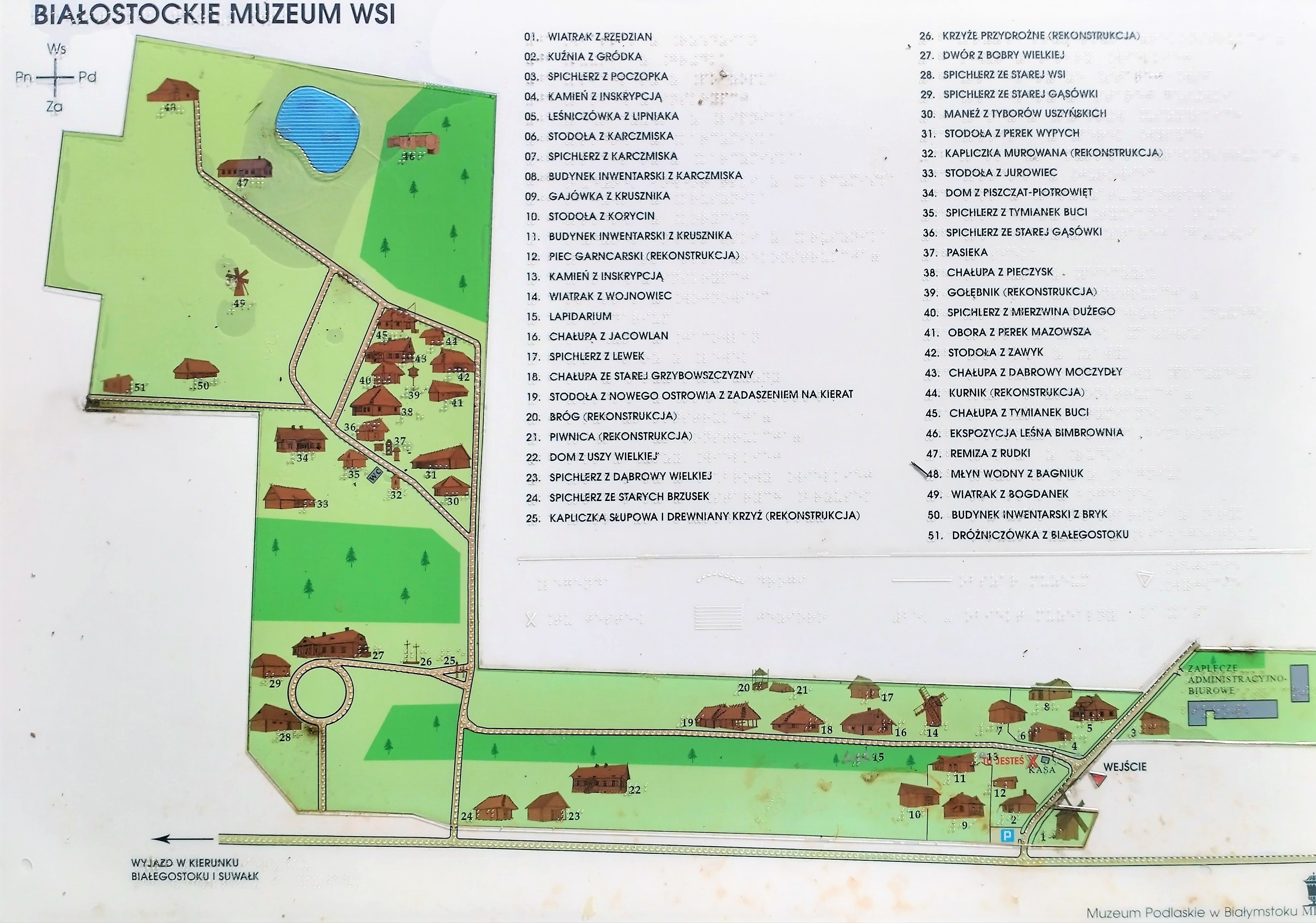
Plan skansenu

Podlaskie Muzeum Kultury Ludowej (do września 2016 roku Białostockie Muzeum Wsi) – muzeum typu skansenowskiego, gromadzące zabytki architektury drewnianej i zbiory etnograficzne z regionu białostockiego, łomżyńskiego i z Suwalszczyzny. Powstało z połączenia Białostockiego Muzeum Wsi i Działu Etnografii Muzeum Podlaskiego, wcześniej było oddziałem Muzeum.
Muzeum jest położone przy północnych granicach Białegostoku, w mieście Wasilków, przy szosie do Augustowa.

## Historia
Dział Etnografii funkcjonował od 1962 roku, a muzeum na wolnym powietrzu założono w 1982 roku jako oddział ówczesnego Muzeum Okręgowego w Białymstoku. Skansen miał realizować projekty ochrony drewnianego budownictwa regionu białostockiego powstały w latach sześćdziesiątych. Autorem jednego z pierwszych założeń programowych był prof. Ignacy Tłoczek. Projekt ostatecznie przyjęto do realizacji jest autorstwa prof. Mariana Pokropka. Zakładał odtworzenie całych układów osadniczych występujących w północno-wschodniej Polsce, takich jak: szeregówka, ulicówka, przysiółek drobnoszlachecki, zabudowa kolonijna oraz zespoły dworski i leśny.

## Zbiory
W Podlaskim Muzeum Kultury Ludowej na obszarze blisko trzydziestu hektarów znajduje się około 40 budynków i innych obiektów architektonicznych, przeniesionych z różnych części woj. podlaskiego, m.in.:
- dwa wiatraki-koźlaki z Tykocina i z Wojnowiec koło Sokółki
- kuźnia z Gródka, z ok. 1914 r.
- leśniczówka przeniesiona z Lipniaka koło Suwałk; budynek ten to przykład typowej architektury realizowanej przez administrację leśną w okresie międzywojennym w wielu osadach puszczańskich północno-wschodniej Polski
- gajówka z Krusznika koło Wigier; obok gajówki głaz z inskrypcją w j. rosyjskim, upamiętniający pomiary Puszczy Knyszyńskiej wykonane w trakcie urządzania lasu przez administrację carską w drugiej połowie XIX w.;
- chałupa białoruska z Grzybowszczyzny Starej koło Krynek, z połowy XIX w.; budynek typu wydłużonego, mieszczący pod jednym dachem część mieszkalną, pomieszczenia gospodarcze i przeznaczone dla zwierząt
- dom drewniany z Jacowlan koło Sokółki, z 2. poł. XIX wieku; w budynku powstała wystawa stała: wnętrza domu wiejskiego z 2. poł. XX wieku
- drewniany kierat
- dwór ziemiański z Bobry Wielkiej koło Dąbrowy Białostockiej, przebudowany w 1818 r., o cechach klasycystycznych, z czterokolumnowym portykiem, z dachem naczółkowym krytym gontem; dwór swego czasu gościł wybitne osobistości polskiej kultury i nauki, m.in. Jana Bułhaka, Tadeusza Korzona, Ignacego Paderewskiego, Wandę Miłaszewską
- przysiółek drobnoszlachecki z pięcioma zagrodami rozmieszczonymi wokół centralnego placu – wygonu, odtwarzający typ wsi o luźnej, swobodnej zabudowie charakterystyczny dla pogranicza Mazowsza i Podlasia, zasiedlanego przez szlachtę zagonową; na przysiółku chałupy (dworki) z okolic Ciechanowca – z Pieczysk z II połowy XIX w. i z Tymianek-Buci, z przełomu XIX i XX w., a także z Piszczat-Piotrowięt koło Sokół, z 1932 r. i z Dąbrowy-Moczydeł koło Szepietowa, z 1926 r.; poza tym spichrze, stodoły, maneż oraz niewielki wiatrak z Bogdanek koło Juchnowca, typu holenderskiego
- remiza strażacka z Rudki koło Brańska, pochodząca z 1926 r.
- młyn wodny z Bagniuk koło Michałowa, z 1941 r.; we wnętrzu młyna gręplarnia do wełny oraz młynek i prasa do wytłaczania oleju.

W budynkach tradycyjne wyposażenie wnętrz oraz wystawy czasowe i stałe, poświęcone m.in. dawnym narzędziom rolniczym, pojazdom wiejskim, osadnictwu w dolinach rzek, zdobnictwu architektury drewnianej, garncarstwu i pszczelarstwu.

## Galeria

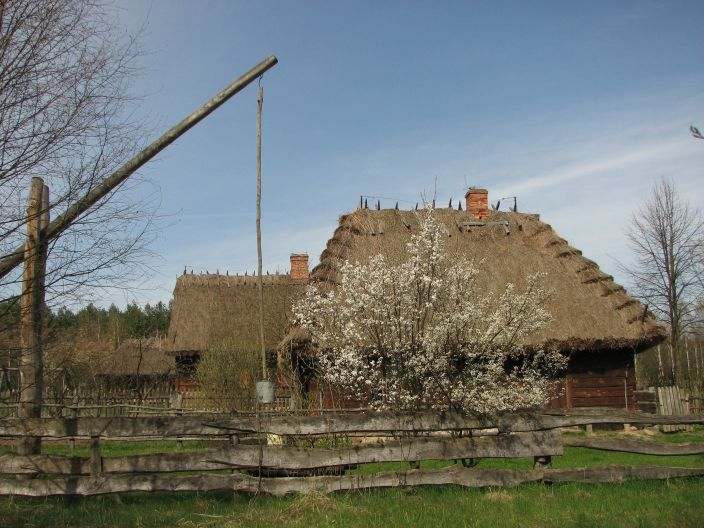
Przysiółek drobnoszlachecki
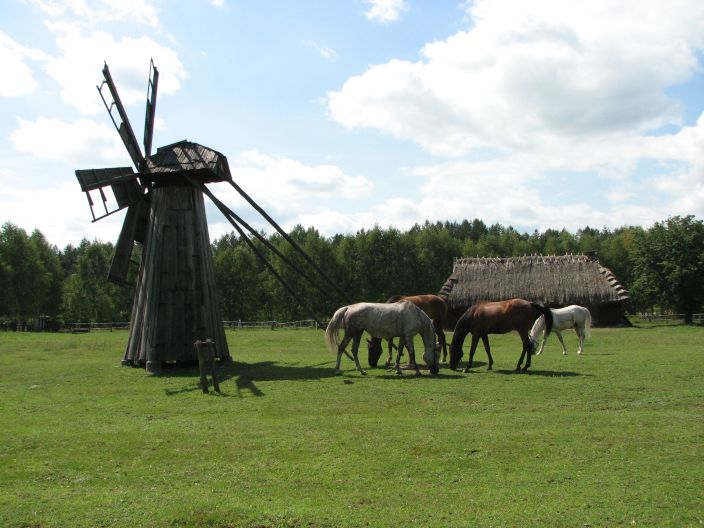
Wiatrak z Bogdanek
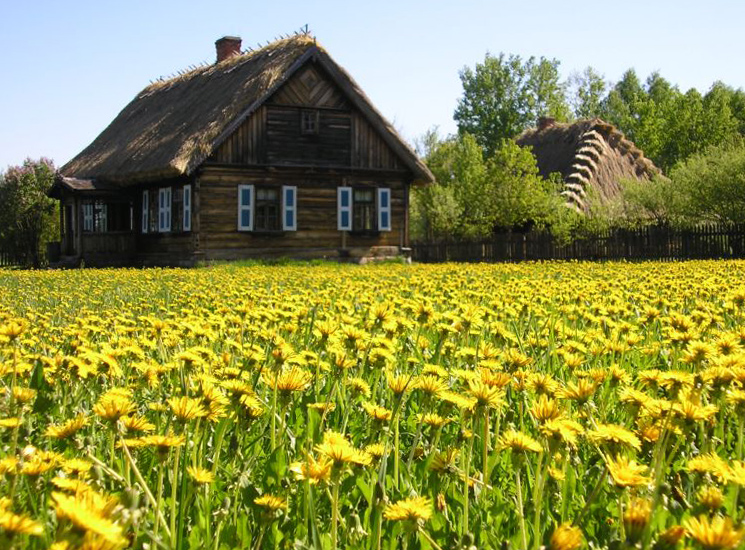
Chałupa z Dąbrowy-Moczydeł na przysiółku
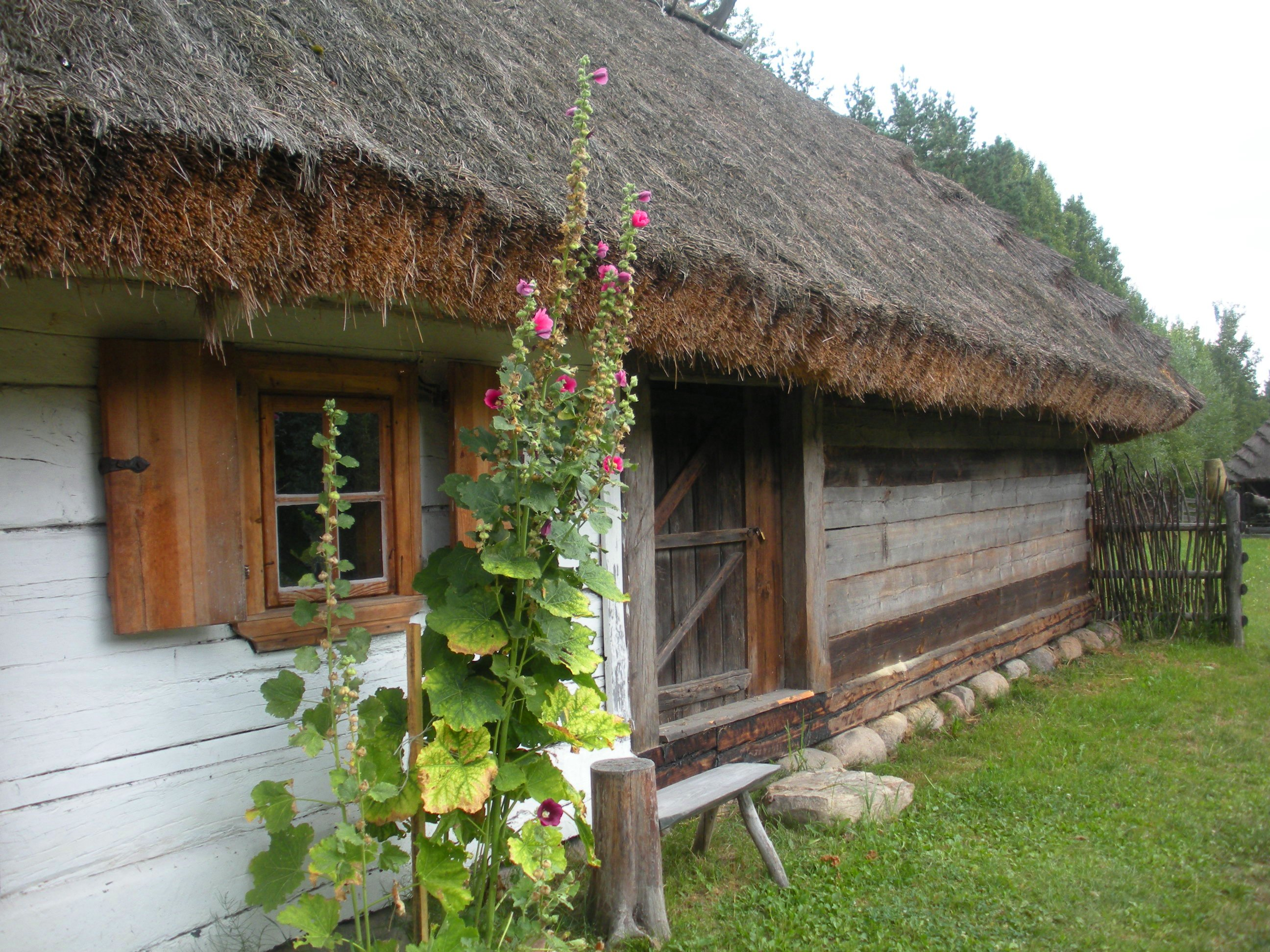
Chałupa białoruska z Grzybowszczyzny Starej
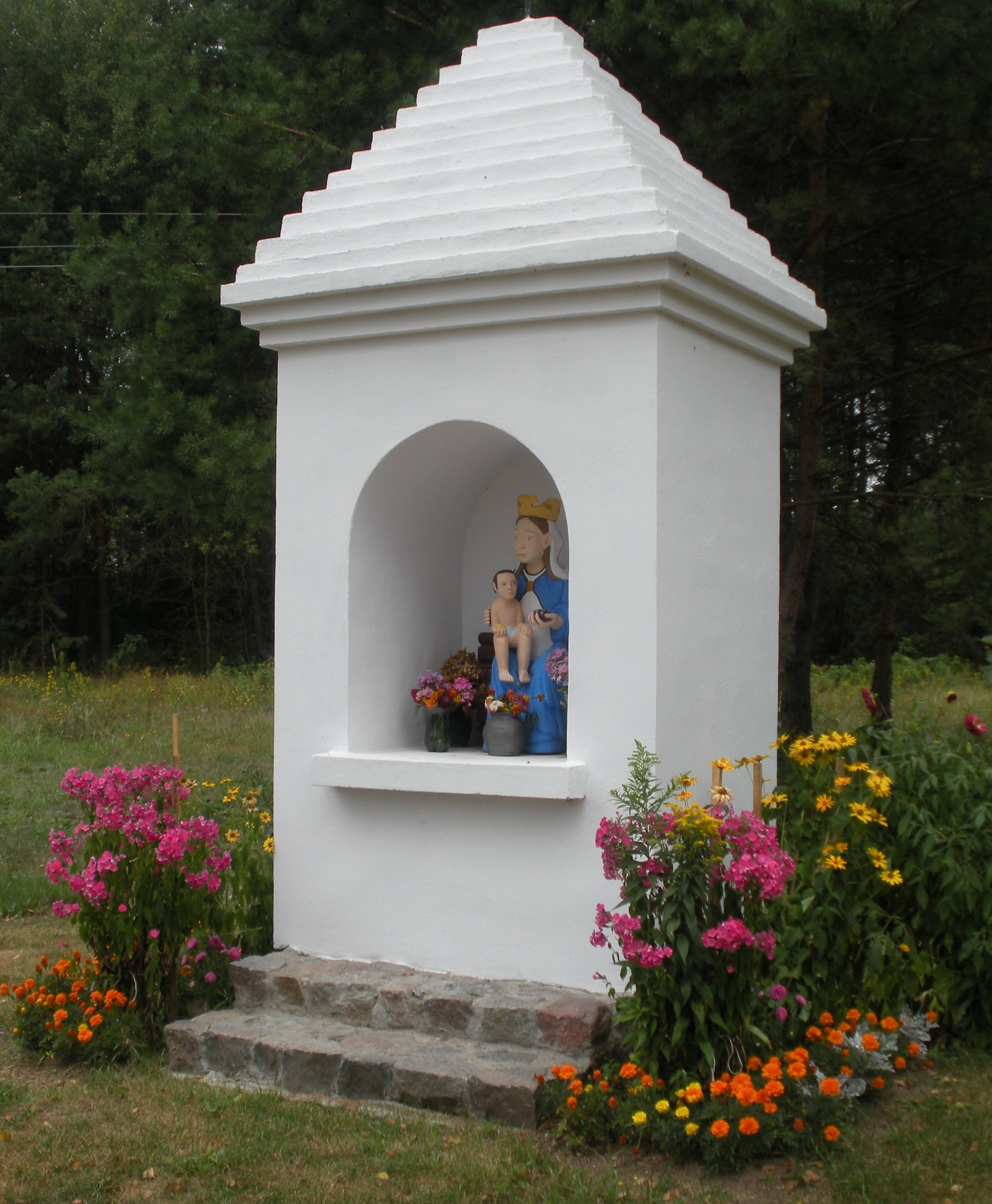
Kapliczka
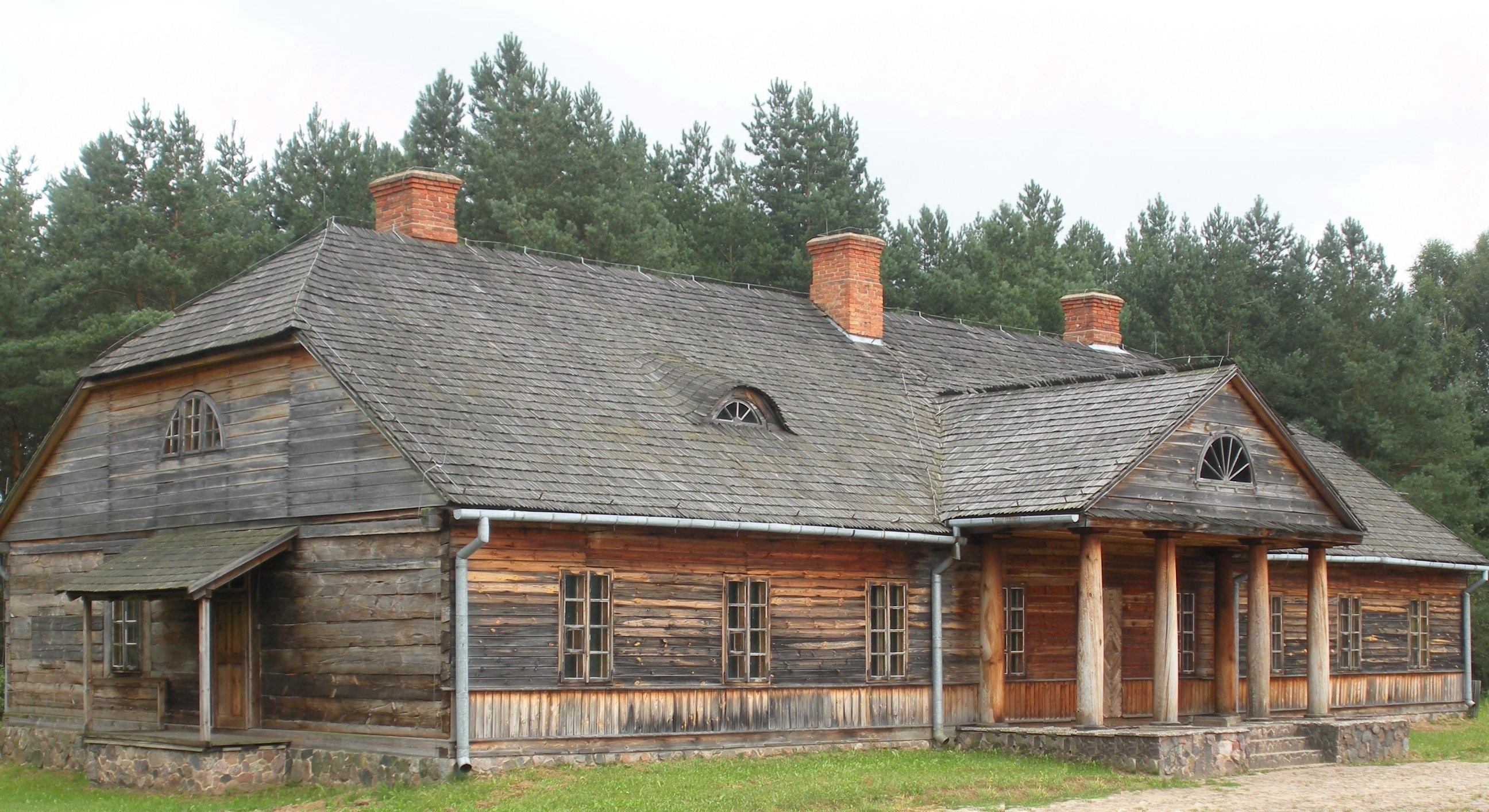
Dwór ziemiański z Bobry Wielkiej
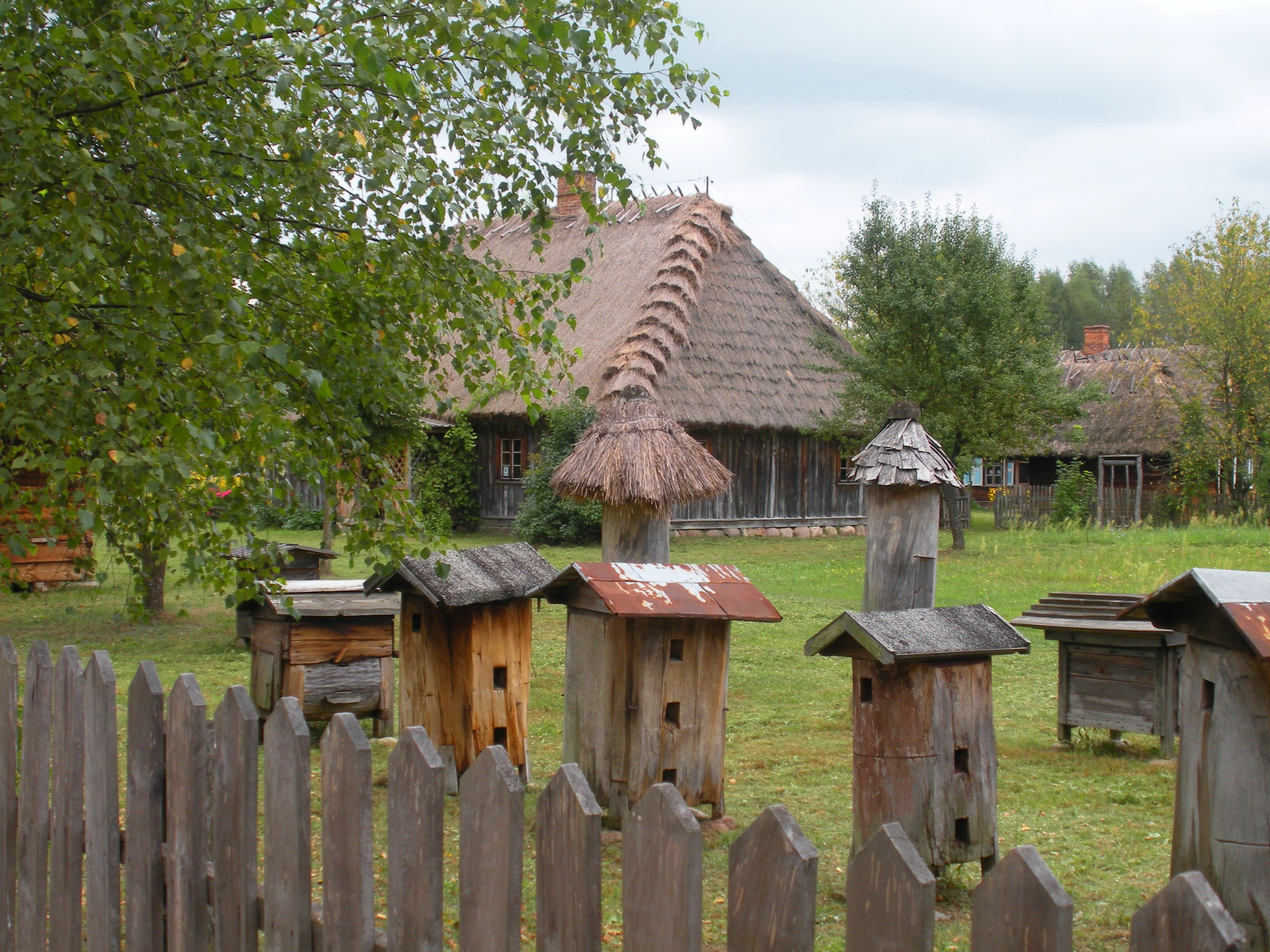
Ule w Białostockim Muzeum Wsi